# Miss Kobayashi's Dragon Maid
Miss Kobayashi's Dragon Maid (小林さんちのメイドラゴン?, Kobayashi-san chi no meidoragon, lett. "La cameriera drago di Kobayashi") è un manga scritto e disegnato da Cool-kyō Shinja, serializzato sulla rivista Monthly Action di Futabasha dal 25 maggio 2013, in occasione del lancio del magazine stesso. A partire dal 2024, la serie è stata spostata su Manga Action. Dall'opera sono derivati quattro manga spin-off, tutti pubblicati sempre su Monthly Action a partire rispettivamente da dicembre 2016, agosto 2017, gennaio 2019 e novembre 2020. Tutti gli spin-off proseguono la pubblicazione su Web Action a partire dal 2024.
In occasione del Lucca Comics & Games 2021, Edizioni BD tramite l'etichetta J-Pop annuncia l'acquisizione dei diritti per l'edizione italiana del manga, il quale viene pubblicato mensilmente a partire da gennaio 2022.
Un adattamento animato, prodotto da Kyoto Animation, è andato in onda in Giappone tra l'11 gennaio e il 5 aprile 2017, mentre una seconda stagione è uscita tra luglio e settembre 2021. Al di fuori dell'Asia, entrambi i cour sono stati distribuiti in simulcast in versione sottotitolata da Crunchyroll in vari paesi del mondo, tra cui l'Italia. In concomitanza con l'uscita dell'anime, una serie di antologie di manga ha iniziato la pubblicazione e ad agosto 2021 si contano 5 volumi. Infine, un videogioco per Nintendo Switch e PlayStation 4 è stato pubblicato a marzo 2022. Un film anime dal titolo Miss Kobayashi's Dragon Maid: A Lonely Dragon Wants to Be Loved è uscito il 27 giugno 2025.

## Trama
Kobayashi è impiegata alla InferNet corporation come programmatrice e segretamente appassionata della figura della cameriera, in particolare dell'epoca vittoriana. La sua vita cambia radicalmente quando, tornando a casa dopo una sbronza, si perde sui monti e incontra un drago in punto di morte. Kobayashi lo salva e il drago, capace di comprendere il linguaggio e di assumere forma umana, rivela di provenire da un altro mondo e di non avere un luogo dove tornare. Ancora ubriaca, dopo una lunga chiacchierata Kobayashi le offre ospitalità.
La mattina seguente Kobayashi, pronta per andare al lavoro, si ritrova un drago davanti a casa sua. Non ricordando gli eventi della notte precedente, si convince che sia un sogno e lo accoglie in casa propria. Grazie alla magia, il drago diventa una giovane ragazza con corna e coda di nome Tohru. Dopo un breve riassunto e un momento di diffidenza, Kobayashi decide di assumerla come cameriera lasciandola vivere con lei.
La storia inizialmente ruota attorno al rapporto che si instaura tra Kobayashi e Tohru ma, oltre a lei, molti altri draghi faranno la loro comparsa nel mondo degli umani e cercheranno di inserirvisi senza dare troppo nell'occhio.

## Personaggi

I protagonisti nella seconda serie anime. Da sinistra: Fafnir, Lucoa, Shouta, Ilulu, Kobayashi, Tohru, Kanna, Riko, Elma e Takiya

### Umani
Signorina Kobayashi (小林さん?, Kobayashi-san)
Doppiata da: Mutsumi Tamura
La protagonista umana della serie. È una giovane donna che lavora come sviluppatrice di software e che viveva da sola fino a quando Tohru non si è trasferita da lei. Gran lavoratrice, di solito ha uno sguardo serio e un atteggiamento tranquillo, a tratti arrendevole (specialmente al lavoro, dove spesso si sobbarca a compiti non di sua diretta competenza), ma quando si ubriaca si sfoga dei soprusi subiti e dei difetti altrui e fa emergere la sua passione per le cameriere. È una persona di buon cuore e, nonostante non ricambi i sentimenti amorosi di Tohru, le vuole molto bene. Il suo nome è sconosciuto.
Makoto Takiya (滝谷 真?, Takiya Makoto)
Doppiato da: Yūichi Nakamura
Takiya è un ragazzo umano, amico e collega di Kobayashi. All'apparenza è un normale ragazzo ma si scopre essere un otaku (indossando dei caratteristici occhiali ed esponendo dei denti da coniglio) fanatico di videogiochi e che scambia critiche costruttive con Kobayashi durante le loro bevute dopo il lavoro. All'inizio Tohru lo considera un rivale e tenta pure di spaventarlo con la sua forma drago, ma Takiya dopo un momento di stupore la prende con disinvoltura, dicendo di dare la colpa all'alcol per le sue visioni ma sottintendendo che non rivelerà in giro la cosa. Ospiterà a casa sua "l'onorevole Fafnir"/"Faf" al quale trasmetterà la passione per i videogiochi.
Riko Saikawa (才川 リコ?, Saikawa Riko)
Doppiata da: Emiri Katō
Una bambina umana, coetanea e compagna di classe di Kanna, caratterizzata dalla grande fronte lucente. Prima dell'arrivo di Kanna, era la più carina della classe e all'inizio non aveva preso bene il fatto che Kanna fosse più carina di lei. Credendo che Kanna avesse pianto al suo rimprovero, Saikawa si scusa e fanno amicizia e, come Tohru con Kobayashi, anche lei si innamorerà di Kanna (un sentimento forse ricambiato). Una gag ricorrente vede Riko andare in estasi ogni volta che Kanna la tocca. Nella seconda stagione fa amicizia anche con Ilulu, invaghendosi e andando in estasi pure con lei.
Georgie (才川 ジョージー?, Jōjī) / Nae Saikawa (才川 苗?, Saikawa Nae)
Doppiata da: Yūko Gotō
Sorella maggiore di Riko, anche lei è appassionata di cameriere, tanto da rivestirne il ruolo e farsi chiamare con un nome adeguato.
Shouta Magatsuchi (真ヶ土 翔太?, Magatsuchi Shōta)
Doppiato da: Kaori Ishihara
Figlio del presidente della InferNet e mago novellino. Ha due anni in più di Riko e Kanna (con cui frequenta la stessa scuola). Il padre decise di donare i suoi poteri a Shouta il quale cerca di dare prova delle sue abilità. Cercando di evocare un demone, Lucoa, che temeva avrebbe evocato una creatura pericolosa, interrompe il rito ma venendo scambiata per il demone evocato. Sebbene Lucoa cerca sempre di convincerlo che non è un demone, Shouta è convinto che sia una succube, in quanto viene regolarmente soffocato dai suoi abbracci e dal suo enorme seno. Nonostante tutto le vuole comunque bene.
Taketo Aida (会田 タケト?, Aida Taketo)
Doppiato da: Hiro Shimono
Un liceale nipote della proprietaria del negozio di caramella dove Ilulu lavora. Si invaghisce di Ilulu, rimanendo però scioccato dai suoi strani comportamenti (specie nel fatto che non se la prende quando il ragazzo le fissa il seno).

### Draghi
Tohru (トール?, Tōru)
Doppiata da: Yūki Kuwahara
Protagonista drago della serie. Appartenente alla fazione del Caos, è un drago il cui potere potrebbe distruggere l'umanità. Tempo addietro, nel suo mondo è stata ferita al fianco da una spada divina, rimastale conficcata. Fuggita nel mondo degli umani, trova rifugio nel bosco di in una montagna. Ormai rassegnata alla morte, incrocia la strada di un'ubriaca Kobayashi che le rimuove la spada, salvandole la vita. Colpita dall'atto, Tohru le promette i suoi servigi e la sua lealtà incondizionata, affezionandosi a lei al punto di innamorarsi perdutamente e non voler più tornare nel suo mondo, arrivando a far credere alla sua gente di essere morta in battaglia, ad eccezione di Fafnir e Lucoa, i suoi amici più intimi. Sebbene inizialmente provasse molta diffidenza nei confronti degli umani, il suo atteggiamento puro e amichevole le ha permesso di socializzare con gli abitanti del quartiere ed è ben voluta da tutti. Indossa sempre un'uniforme da maid e le altre persone la credono una cosplayer. Il suo nome è una storpiatura del cognome di Tolkien (トールキン?, Tōrukin)
Kanna Kamui (カンナ カムイ?, Kanna Kamui) / Kanna Kobayashi (小林 カンナ?, Kobayashi Kanna)
Doppiata da: Maria Naganawa
È una piccola draghetta piumata che converte l'energia elettrica in magia, mentre in forma umana ha le fattezze di una dolce e tenera bambina dal volto sempre neutro. Fu esiliata dal suo mondo dopo aver combinato degli scherzi e approfitta della sua permanenza sulla Terra per cercare Tohru, della quale non ha avuto più notizie dopo il suo scontro con gli dei. Inizialmente è convinta che Kobayashi abbia sedotto la sua amica e vuole quindi riportarla a casa, nel loro mondo. Tuttavia la verità è che non ha modo di tornare indietro e sulla Terra non ha un luogo dove stare, pertanto Kobayashi la invita a vivere con lei e Tohru. Nel corso della serie, Kanna avrà modo di affezionarsi sempre più a Kobayashi, che vede come una figura materna. Sebbene in termini assoluti sia molto più anziana di quanto sembri, come drago è ancora molto giovane e la sua forma umana è appunto quella di una bambina delle elementari. Affascinata dalla scuola e dai bambini che vede ogni mattina, decide di iscriversi anche lei e lì conoscerà Saikawa, bambina che presto diverrà la sua migliore amica. Come drago non ha ancora scelto a quale fazione allinearsi, tuttavia il suo è un nome prestigioso e conosciuto tra gli altri draghi: i membri del clan della famiglia di Kanna, i Kamui, sono infatti ispirati alle omonime divinità Ainu; in particolare, "Kanna Kamui" è il dio del tuono che, secondo il mito, risiede nelle isole Ušišir. Altro riferimento alla cultura degli Ainu è dato dal suo vestito, il quale richiama il loro costume tradizionale.
Ilulu (イルル?, Iruru)
Doppiata da: Tomomi Mineuchi (2021-2022), Shiori Sugiura (dal 2025)
Drago del Caos della fazione più estremista, in forma umana assume l'aspetto di una giovane ragazza dal seno enorme. Arriva sulla Terra con l'intenzione di uccidere Tohru a causa della sua relazione con Kobayashi, arrivando a minacciare di distruggere la città pur di riuscire nel suo intento. Sconfitta da Tohru, Ilulu rivolge le sue attenzioni verso Kobayashi, in quanto non riesce a spiegarsi come un'umana e un drago possano convivere così armoniosamente. Nei vani tentativi di separare le due, Ilulu conosce e inizia ad apprezzare Kobayashi, sebbene continui a nutrire dei dubbi nei suoi confronti: la ragazza è infatti cresciuta seguendo idee e concetti improntatele da altri draghi della fazione del caos, i quali l'hanno convinta che gli umani siano tutti nemici e malvagi, e non riesce quindi a concepire l'idea di un umana gentile e premurosa come Kobayashi. Durante questo periodo di tempo sulla Terra, un drago della fazione dell'Ordine le dà la caccia con l'intenzione di ucciderla: Kobayashi decide allora di proteggerla rischiando così di venire uccisa dal drago, ma alla fine le due vengono salvate da Tohru. A seguito di questo gesto, Ilulu decide di abbandonare le idee sugli umani che gli altri draghi le avevano messo in testa, e Kobayashi le offre ospitalità a casa sua. Da piccola, Ilulu si divertiva molto a giocare con i bambini umani nel suo mondo; per tale ragione, sulla Terra ha trovato impiego presso un negozio di caramelle, così da poter giocare e interagire coi bambini del quartiere.
Fafnir (ファフニール?, Fafunīru) / Takeshi Ooyama (大山 猛?, Őyama Takeshi)
Doppiato da: Daisuke Ono
"Fafnir" è un drago nero con quattro occhi derivato dalla mitologia scandinava, maledetto nel conservare il suo tesoro, che prova un profondo odio verso gli umani, tanto che l'unico pensiero verso di loro era "Uccidili tutti!". In forma umana è un uomo vestito elegantemente e dai lunghi capelli neri. Dopo aver conosciuto Makoto e i videogiochi, cambierà parere verso nei confronti degli umani, iniziando a ritenerli una rispettabile specie. Sogna di diventare un manganaka di dōjinshi di successo, ma non riesce a vendere nemmeno una copia.
Quetzalcoatl (ケツァルコアトル?, Ketsarukoatoru) / Lucoa (ルコア?, Rukoa)
Doppiata da: Minami Takahashi
Una vecchia amica di Tohru. È un drago ex-dea, infatti, come si evince dal nome, è l'originale "dio serpente piumato" azteco, condannato all'esilio per uno scandalo avvenuto tempo addietro: ubriacata da un suo collega geloso e presa dalla sbronza, s'innamorò del fratello minore (per colpa di questo incidente, diffida sempre dell'alcool). Nella sua forma umana, Quetzalcoatl è una alta e formosa ragazza bionda affetta da eterocromia, ma tiene gli occhi quasi sempre chiusi (così come nella sua lunga e gigantesca forma draconica). Si stabilisce a casa di Shouta, un giovane maghetto, dopo aver interrotto il suo rito per evocare un demone, che il ragazzo crede di aver compiuto bene, in quanto crede che Lucoa sia una succube.
Elma/Elma Jōii (エルマ/上井 エルマ?, Eruma/Jōii Eruma)
Doppiata da: Yūki Takada
Un drago dell'Ordine d'acqua e quindi rivale di Tohru (che è un drago del Caos). Si ritrova bloccata nel Mondo Reale, e guadagna denaro come impiegata dell'InferNet. È molto potente, ma impacciata e soprattutto golosa dei dolci umani. Ha capelli a caschetto con punte viola e un corno ondulato in fronte e gira spesso con un tridente.
Damocle (終焉帝?, Shūentei)
Doppiato da: Takayuki Sugō
È un drago rosso, nonché Imperatore della Distruzione e padre di Tohru. Nella sua forma umana è un uomo dai capelli e barba grigi e indossa un lungo mantello rosso, in quella drago ha lo stesso aspetto di Tohru ma con le scaglie rosse. Sia nell'anime che nel manga si dirige nel mondo umano per riportare a casa la figlia, ammonendola che sta sprecando la sua vita per affezionarsi a esseri inferiori e che vivranno per poco tempo rispetto a loro, ma Kobayashi interviene dicendo che Tohru è libera di fare le sue scelte e conclude che non ha il diritto di portarsi via la sua cameriera. Colpito dal carattere di Kobayashi (nel manga)/Esasperato dalla cocciutaggine della figlia (nell'anime), Damocle si ritira.

## Media

### Manga

Logo della serie

Il manga, scritto e disegnato da Cool-kyō Shinja, ha iniziato la serializzazione sulla rivista Monthly Action di Futabasha il 25 maggio 2013. A partire dal 2024 la serie viene serializzata su Manga Action. Il primo volume tankōbon è stato pubblicato il 10 maggio 2014 e il 12 giugno 2025 ne sono stati messi in vendita in tutto diciassette. In America del Nord i diritti sono stati acquistati da Seven Seas Entertainment.
In Italia la serie è stata annunciata il 29 ottobre 2021 durante il Lucca Comics & Games da Edizioni BD che pubblica la serie sotto l'etichetta J-Pop dal 19 gennaio 2022. La traduzione dei testi è curata da Alessandro Colombo, mentre il lettering è realizzato da Nicola Burgarella.
| 1  | 10 maggio 2014 | ISBN 978-4-575-84405-4 | 19 gennaio 2022  | ISBN 978-88-349-0851-8 (ed. regolare) ISBN 978-88-349-0896-9 (ed. limitata) |
| 1  | Capitoli - 1. Tohru e Kobayashi (トールと小林さん?, Tōru to Kobayashi-san) - 2. Tohru e l'incontro (トールと出会い?, Tōru to deai) - 3. Tohru e il bucato (トールと洗濯?, Tōru to sentaku) - 4. Tohru e la gelosia (トールと嫉妬?, Tōru to shitto) - 5. Tohru e la spesa (トールと買い物?, Tōru to kaimono) - 6. Tohru e Kanna (トールとカンナ?, Tōru to Kanna) - 7. Tohru e il buonsenso (トールと常識?, Tōru to jōshiki) - 8. Tohru e il Natale (トールとクリスマス?, Tōru to Kurisumasu) - 9. Tohru e i giochi pericolosi (トールとあぶないあそび?, Tōru to abunai asobi) - 10. Tohru e il San Valentino (トールとバレンタイン?, Tōru to Barentain) |                        |                  |                                                                             |
| 2  | 10 febbraio 2015 | ISBN 978-4-575-84570-9 | 19 gennaio 2022  | ISBN 978-88-349-0900-3                                                      |
| 2  | Capitoli - 11. Tohru e le pulizie (トールと掃除?, Tōru to sōji) - 12. Tohru e l'omurice (トールとオムライス?, Tōru to omuraisu) - 13. Kanna e la scuola (カンナと学校?, kanna to gakkō) - 14. Tohru e il lavoro d'ufficio (トールとデスクワーク?, Tōru to desuku wāku) - 15. Tohru e il cercare casa (トールと家探し?, Tōru to yasagashi) - 16. Tohru e il bagno al mare (トールと海水浴?, Tōru to kaisuiyoku) - 17. Tohru e il Comiket (トールとコミケ?, Tōru to Komike) - 18. Tohru e i poteri psichici (トールとエスパー?, Tōru to esupā) - 19. Tohru e questa città (トールとこの町?, Tōru to kono machi) - 20. Tohru e suo padre (トールと父親?, Tōru to chichioya) |                        |                  |                                                                             |
| 3  | 10 settembre 2015 | ISBN 978-4-575-84679-9 | 23 febbraio 2022 | ISBN 978-88-349-0902-7                                                      |
| 3  | Capitoli - 21. Tohru e il dodgeball (トールとドッジボール?, Tōru to dojjibōru) - 22. Tohru e i problemi con il vicinato (トールとご近所トラブル?, Tōru to go kinjo toraburu) - 23. Tohru e il pranzo migliore (トールと弁当一番！?, Tōru to bentō ichiban!) - 24. Tohru ed Elma (トールとエルマ?, Tōru to Eruma) - 25. Elma e il lavoro (エルマと仕事?, Eruma to shigoto) - 26. Tohru e la rivalità (トールと対抗心?, Tōru to taikōshin) - 27. Tohru e la famiglia di Lucoa (トールとルコアズフアミリー?, Tōru to Rukoazu fuamirī) - 28. Tohru e il passato 1 (トールと昔話 1?, Tōru to mukashibanashi 1) - 29. Kanna e Saikawa (カンナと才川さん?, Kanna to Saikawa-san) - 30. Tohru e la ricerca del colpevole (トールと犯人捜し?, Tōru to hannin sagashi)                                          |                        |                  |                                                                             |
| 4  | 12 maggio 2016 | ISBN 978-4-575-84796-3 | 23 marzo 2022    | ISBN 978-88-349-0945-4                                                      |
| 4  | Capitoli - 31. Tohru e Ilulu (トールとイルル?, Tōru to Iruru) - 32. Tohru e l'incontro 2 (トールと出会い2?, Tōru to deai 2) - 33. Tohru e e le terme (トールと温泉?, Tōru to onsen) - 34. Kanna e la giornata dei genitori (カンナと授業参観?, Kanna to jugyō-sankan) - 35. Elma e l'azienda (エルマと会社?, Eruma to kaisha) - 36. Ilulu e Miss Kobayashi (イルルと小林さん?, Iruru to Kobayashi-san) - 37. Tohru e l'arnese (トールとあれ?, Tōru to are) - 38. Tohru e Ilulu (小林さんとイルル?, Kobayashi-san to Iruru) - 39. Tohru e il babysitting (トールとおもり?, Tōru to omori) |                        |                  |                                                                             |
| 5  | 12 dicembre 2016 | ISBN 978-4-575-84894-6 | 21 aprile 2022   | ISBN 978-88-349-0977-5                                                      |
| 5  | Capitoli - 40. Tohru e l'hanami (トールとお花見?, Tōru to o hanami) - 41. Tohru e il sonno (トールと睡眠?, Tōru to suimin) - 42. Tohru e l'infermiera (トールと看病?, Tōru to kanbyō) - 43. Tohru e la ronda (トールとパトロール?, Tōru to Patorōru) - 44. Tohru ed Elma 2 (トールとエルマII?, Tōru to Eruma II) - 45. Ilulu e Saikawa (イルルと才川?, Iruru to Saikawa) - 46. Lucoa e Shota (ルコアと翔太?, Rukoa to Shōta) - 47. Tohru e il Maid Cafè (トールとメイド喫茶?, Tōru to Meido Kissa) - 48. Tohru e il festival (トールとお祭り?, Tōru to omatsuri) |                        |                  |                                                                             |
| 6  | 12 luglio 2017 | ISBN 978-4-575-85002-4 | 11 maggio 2022   | ISBN 978-88-349-1015-3                                                      |
| 6  | Capitoli - 49. Tohru e il relax (トールとリラックス?, Tōru to Rirakkusu) - 50. Tohru e il parco giochi (トールと遊園地?, Tōru to yuenchi) - 51. Ilulu e il part-time (parte 1) (イルルとバイト(上)?, Iruru to Baito (ue)) - 52. Ilulu e il part-time (parte 2) (イルルとバイト(下)?, Iruru to Baito (shita)) - 53. Miss Kobayashi e l'uniforme da maid (小林さんとメイド服?, Kobayashi-san to Meido-fuku) - 54. Takiya e Fafnir (滝谷とファフニール?, Takiya to Fafunīru) - 55. Elma e il movimento per la libertà (エルマと自由を求めての改革?, Eruma to jiyū o motomete no kaikaku) - 56. Tohru e la magia (トールと魔法?, Tōru to mahō) - 57. Tohru e il passato 2 (トールと昔話(上)?, Tōru to mukashibanashi (ue)) - 58. Tohru e il passato 3 (トールと昔話(下)?, Tōru to mukashibanashi (shita)) |                        |                  |                                                                             |
| 7  | 12 aprile 2018 | ISBN 978-4-575-85134-2 | 9 giugno 2022    | ISBN 978-88-349-1046-7                                                      |
| 7  | Capitoli - 59. Elma e il picnic (エルマとピクニック?, Eruma to Pikunikku) - 60. Tohru e i passatempi (トールと趣味?, Tōru to shumi) - 61. Fafnir e Lucoa (ファフニールとルコア?, Fafunīru to Rukoa) - 62. Kanna a New York (カンナinニューヨーク?, Kanna in Nyū Yōku) - 63. Ilulu e la bambola (イルルと人形?, Iruru to ningyō) - 64. Elma e Tohru (エルマとトール?, Eruma to Tōru) - 65. Shota e la scuola di magia 1 (翔太と魔法学校(上)?, Shōta to mahō gakkō (ue)) - 66. Shota e la scuola di magia 2 (翔太と魔法学校(下)?, Shōta to mahō gakkō (shita)) - 67. Kanna e le fazioni (カンナとグループ?, Kanna to gurūpu) - 68. Miss Kobayashi e l'astinenza (小林さんと禁酒?, Kobayashi-san to kinshu)                                                                                              |                        |                  |                                                                             |
| 8  | 12 febbraio 2019 | ISBN 978-4-575-85267-7 | 13 luglio 2022   | ISBN 978-88-349-1075-7                                                      |
| 8  | Capitoli - 69. Kobayashi e il padre di Kanna (小林とカンナの父?, Kobayashi to Kanna no chichi) - 70. Kanna e il parco (カンナと公園?, Kanna to kōen) - 71. Kobayashi e le lettere (小林さんと手紙?, Kobayashi-san to tegami) - 72. Ilulu e la ricognizione (イルルと偵察?, Iruru to teisatsu) - 73. Kanna e il commiato (カンナと書き置き?, Kanna to kakioki) - 74. Kanna e Saikawa (カンナと才川?, Kanna to Saikawa) - 75. Kanna e i dispetti (カンナといたずら?, Kanna to itazura) - 76. Kobayashi e l'asso nella manica (小林と裏技?, Kobayashi to urawaza) - 77. Kanna e Kimun Kamui (カンナとキムンカムイ?, Kanna to Kimun Kamui) - 78. Il padre di Kanna e la figlia di Kimun Kamui (カンナの父とキムンカムイの娘?, Kanna no chichi to Kimun Kamui no musume)                                   |                        |                  |                                                                             |
| 9  | 12 novembre 2019 | ISBN 978-4-575-85374-2 | 3 agosto 2022    | ISBN 978-88-349-1102-0                                                      |
| 9  | Capitoli - 79. Tohru e la moda (トールとファッション?, Tōru to Fasshon) - 80. Tohru e il menu (トールと献立?, Tōru to kondate) - 81. Ilulu e la stagione degli amori (イルルと発情期?, Iruru to hatsujō-ki) - 82. Fafnir e Akiba (ファフニールとアキバ?, Fafunīru to Akiba) - 83. Kobayashi e lo scontro decisivo (小林と決戦?, Kobayashi to kessen) - 84. La direttrice Kobayashi e la visita a casa (小林主任と家庭訪問?, Kobayashi shunin to katei hōmon) - 85. Tohru e la muta (トールと脱皮?, Tōru to dappi) - 86. Elma e l'automobile (エルマとくるま?, Eruma to kuruma) - 87. Shota e Lucoa la spettatrice (翔太と傍観勢ルコア?, Shōta to bōkan-zei Rukoa) |                        |                  |                                                                             |
| 10 | 11 agosto 2020 | ISBN 978-4-575-85476-3 | 7 settembre 2022 | ISBN 978-88-349-1140-2                                                      |
| 10 | Capitoli - 88. Kobayashi e la voce (小林と声?, Kobayashi to koe) - 89. Ilulu e la cotta? (イルルと恋??, Iruru to koi?) - 90. Azad e Georgie (アーザードとジョージー?, Āzādo to Jōjī) - 91. Tohru e lo stare sole solette (トールとふたりっきり?, Tōru to futari-kiri) - 92. Elma e Telne (エルマとテルネ?, Eruma to Terune) - 93. Azad e Georgie II (アーザードとジョージーⅡ?, Āzādo to Jōjī II) - 94. Tohru e la squama incarnita (トールと逆鱗?, Tōru to gekirin) - 95. Shota e i dolori della crescita (翔太と成長痛?, Shōta to seichō-tsū) - 96. Tohru ed Elma III (トールとエルマⅢ?, Tōru to Eruma III) |                        |                  |                                                                             |
| 11 | 10 giugno 2021 | ISBN 978-4-575-85589-0 | 23 novembre 2022 | ISBN 978-88-349-1172-3                                                      |
| 11 | Capitoli - 97. Kobayashi e il matrimonio (小林と結婚?, Kobayashi to kekkon) - 98. Tohru e la mensa (トールと給食?, Tōru to kyūshoku) - 99. Kobayashi e la spada sacra (小林と神剣?, Kobayashi to Shinken) - 100. Tohru e l'arnese I (トールとあれⅡ?, Tōru to are II) - 101. Fafnir e la ricerca di un antro (ファフニールと拠点探し?, Fafunīru to kyoten sagashi) - 102. Saikawa e Kimun Kamui (才川とキムンカムイ?, Saikawa to Kimun Kamui) - 103. Elma e l'amore (エルマとコイバナ?, Eruma to koibana) - 104. Tohru, Taketo e Shota (トールとタケトと翔太?, Tōru to Taketo to Shōta) - 105. Elma e Tohru II (エルマとトールⅡ?, Eruma to Tōru II) |                        |                  |                                                                             |
| 12 | 12 gennaio 2022 | ISBN 978-4-575-85679-8 | 5 gennaio 2023   | ISBN 978-88-349-1828-9                                                      |
| 12 | Capitoli - 106. Elma e il matrimonio I (エルマと結婚 Ⅰ?, Eruma to kekkon I) - 107. Elma e il matrimonio II (エルマと結婚 Ⅱ?, Eruma to kekkon II) - 108. Elma e il matrimonio III (エルマと結婚 Ⅲ?, Eruma to kekkon III) - 109. Elma e il brontolio (エルマと鳴り響く音?, Eruma to nari hibiku oto) - 110. Tohru e la bigamia (トールと重婚?, Tōru to jūkon) - 111. Tohru e Jida (トールとジダ?, Tōru to Jida) - 112. Telne, Elma e Tohru (テルネとエルマとトール?, Terune to Eruma to Tōru) - 113. Elma e la pancia piena (エルマと満腹?, Eruma to manpuku) - 114. Kanna, Ilulu e Telne (カンナとイルルとテルネ?, Kanna to Iruru to Terune) |                        |                  |                                                                             |
| 13 | 10 novembre 2022 | ISBN 978-4-575-85777-1 | 23 agosto 2023   | ISBN 978-88-349-2197-5                                                      |
| 13 | Capitoli - 115. Tohru e il robot aspirapolvere (トールとロボット掃除機?, Tōru to robotto sōjiki) - 116. Tohru e la spada sacra (トールと神剣?, Tōru to shinken) - 117. Elma e la giornata di Lucoa (エルマとルコアの1日?, Eruma to Rukoa no ichinichi) - 118. Saikawa e Azad (才川とアーザード?, Saikawa to Āzādo) - 119. Tohru e la gelosia II (トールと嫉妬 Ⅱ?, Tōru to shitto II) - 120. Ilulu e Fafnir (イルルとファフニール?, Iruru to Fafunīru) - 121. Tohru e la fotografia (トールと写真?, Tōru to shashin) - 122. Jida e le scuse (ジダと謝罪?, Jida to shazai) - 123. Tohru e la mamma I (トールと母親 Ⅰ?, Tōru to hahaoya Ⅰ) |                        |                  |                                                                             |
| 14 | 12 settembre 2023 | ISBN 978-4-575-85887-7 | 27 marzo 2024    | ISBN 978-88-349-2425-9                                                      |
| 14 | Capitoli - 124. (トールと辰沢さん?, Tōru to Tatsuzawa-san) - 125. (ルコアとスキンシップ?, Rukoa to sukinshippu) - 126. (トールと武器?, Tōru to buki) - 127. (小林と知らない竜?, Kobayashi to shiranai ryū) - 128. (小林と審査?, Kobayashi to shinsa) - 129. (小林とファフニール?, Kobayashi to Fafunīru) - 130. (イルルとお泊まり（上）?, Iruru to o tomari (ue)) - 131. (イルルとお泊まり（下）?, Iruru to o tomari (shita)) - 132. (小林と日頃の…?, Kobayashi to higoro no…) - 133. (エルマと想い人?, Eruma to omoibito) - 134. (カンナと静電気?, Kanna to seidenki) |                        |                  |                                                                             |
| 15 | 11 aprile 2024 | ISBN 978-4-575-85958-4 | 26 marzo 2025    | ISBN 978-88-349-3294-0                                                      |
| 15 | Capitoli - 135. (小林とロキ?, Kobayashi to Roki) - 136. (トール達とゲームブック?, Tōru-tachi to Gēmu Bukku) - 137. (ルコアと妹?, Rukoa to imōto) - 138. (エルマと技?, Eruma to waza) - 139. (トールと格上?, Tōru to kakuue) - 140. (ドラゴンとミニマムフォーム?, Doragon to minimamufōmu) - 141. (小林とロキⅡ?, Kobayashi to Roki II) |                        |                  |                                                                             |
| 16 | 13 febbraio 2025 | ISBN 978-4-575-86053-5 | 25 giugno 2025   | ISBN 978-88-349-3532-3                                                      |
| 16 | Capitoli - 142. (トールと力の儀?, Tōru to chikara no gi) - 143. (トールと力の儀 Ⅱ?, Tōru to chikara no gi II) - 144. (トールとファフニール?, Tōru to Fafunīru) - 145. (小林とリンドウ?, Kobayashi to Rindō) - 146. (小林とシン?, Kobayashi to Shin) - 147. (小林とシン Ⅱ?, Kobayashi to Shin Ⅱ) - 148. (トールとリンドウ?, Tōru to Rindō) - 149. (ファフニールとフェンリル?, Fafunīru to Fenriru) - 150. (小林とシン Ⅲ?, Kobayashi to Shin Ⅲ) - 151. (ファフニールとロキ?, Fafunīru to Roki) - 152. (滝谷とコミュニティ?, Takiya to Komyuniti) |                        |                  |                                                                             |
| 17 | 12 giugno 2025 | ISBN 978-4-575-86100-6 | —                | —                                                                           |
| 17 | Capitoli - 153. (小林とコスプレ?, Kobayashi to Kosupure) - 154. (エルマと和の心?, Eruma to wa no kokoro) - 155. (カンナと本能?, Kanna to hon'nō) - 156. (イルルと赤ちゃん?, Iruru to akachan) - 157. (アーザードとジョージ― Ⅲ?, Āzādo to Jōji Ⅲ) - 158. (小林とピンチ?, Kobayashi to Pinchi) - 159. (ルコアと翔太の秘密?, Rukoa to Shōta no himitsu) - 160. (シンとシンジ?, Shin to Shinji) - 161. (小林とリストラ?, Kobayashi to risutora) |                        |                  |                                                                             |

#### Capitoli non ancora in formatotankōbon
Questa lista è suscettibile di variazioni e potrebbe essere incompleta o non aggiornata.

I seguenti capitoli sono stati pubblicati in giapponese su Monthly Action ma non sono ancora stati stampati in formato tankōbon.
- 162.  (トールとサプライズ?, Tōru to Sapuraizu)
- 163.  (カンナと天体観測?, Kanna to tentai kansoku)
- 164.  (トールとメイド服?, Tōru to Meido-fuku)
- 165.  (濡れ羽の三死竜と試練?, Nureba no san shiryō to shiren)
- 166.  (トールと昔話Ⅲ?, Tōru to mukashibanashi Ⅲ)
- 167.  (シンジとヒマ?, Shinji to hima)

#### Kobayashi-san chi no meidoragon: Kanna no nichijō
Un manga spin-off intitolato Kobayashi-san chi no meidoragon: Kanna no nichijō (小林さんちのメイドラゴン カンナの日常? lett. "La cameriera drago di Kobayashi: la vita quotidiana di Kanna"), scritto da Cool-kyō Shinja e disegnato da Mitsuhiro Kimura, ha iniziato la serializzazione su Monthly Action il 24 dicembre 2016. Tredici volumi tankōbon sono stati pubblicati tra il 28 marzo 2017 e il 10 maggio 2024. A partire dal 2024 la serie viene serializzata su Web Action. In America del Nord i diritti sono stati acquistati da Seven Seas Entertainment che ne ha iniziato la pubblicazione a gennaio 2018, mentre in Italia il manga è inedito.
L'opera ha per protagonista Kanna, la piccola draghetta che vive assieme a Kobayashi, e racconta vari episodi della sua vita quotidiana sulla Terra tra la scuola e il rapporto con le amiche Saikawa e Chloe.
| Nº | Data di prima pubblicazione | Data di prima pubblicazione | Data di prima pubblicazione |
| Nº | Giapponese                  | Giapponese                  |                             |
| -- | --------------------------- | --------------------------- | --------------------------- |
| 1  | 28 marzo 2017               | ISBN 978-4-575-84948-6      |                             |
| 2  | 12 luglio 2017              | ISBN 978-4-575-85003-1      |                             |
| 3  | 12 ottobre 2017             | ISBN 978-4-575-85044-4      |                             |
| 4  | 10 febbraio 2018            | ISBN 978-4-575-85105-2      |                             |
| 5  | 12 giugno 2018              | ISBN 978-4-575-85167-0      |                             |
| 6  | 12 febbraio 2019            | ISBN 978-4-575-85268-4      |                             |
| 7  | 12 dicembre 2019            | ISBN 978-4-575-85389-6      |                             |
| 8  | 11 agosto 2020              | ISBN 978-4-575-85477-0      |                             |
| 9  | 12 luglio 2021              | ISBN 978-4-575-85600-2      |                             |
| 10 | 12 febbraio 2022            | ISBN 978-4-575-85692-7      |                             |
| 11 | 12 dicembre 2022            | ISBN 978-4-575-85788-7      |                             |
| 12 | 12 ottobre 2023             | ISBN 978-4-575-85900-3      |                             |
| 13 | 10 maggio 2024              | ISBN 978-4-575-85968-3      |                             |
| 14 | 13 febbraio 2025            | ISBN 978-4-575-86054-2      |                             |

#### Kobayashi-san chi no meidoragon: Eruma no OL nikki
Un secondo manga spin-off, sempre scritto da Cool-kyō Shinja e disegnato da Ayami Kazama, intitolato Kobayashi-san chi no meidoragon: Eruma no OL nikki (小林さんちのメイドラゴン エルマのOL日記? lett. "La cameriera drago di Kobayashi: il diario da office lady di Elma"), ha iniziato la serializzazione su Monthly Action il 25 agosto 2017. Dieci volumi tankōbon sono stati pubblicati tra il 11 maggio 2018 e il 10 aprile 2025. A partire dal 2024 la serie viene serializzata su Web Action. Anche per questo manga i diritti per il mercato nordamericano sono stati acquistati da Seven Seas Entertainment che ne ha iniziato la pubblicazione a febbraio 2019, mentre in Italia il manga è inedito.
L'opera ha per protagonista Elma, drago amica di Tohru trasferitasi sulla Terra e impiegata come sviluppatrice di software nella stessa azienda in cui lavora Kobayashi, e la mostra alle prese con la sua nuova vita da office lady.
| Nº | Data di prima pubblicazione | Data di prima pubblicazione | Data di prima pubblicazione |
| Nº | Giapponese                  | Giapponese                  |                             |
| -- | --------------------------- | --------------------------- | --------------------------- |
| 1  | 11 maggio 2018              | ISBN 978-4-575-85151-9      |                             |
| 2  | 12 febbraio 2019            | ISBN 978-4-575-85269-1      |                             |
| 3  | 12 dicembre 2019            | ISBN 978-4-575-85390-2      |                             |
| 4  | 11 agosto 2020              | ISBN 978-4-575-85478-7      |                             |
| 5  | 11 agosto 2021              | ISBN 978-4-575-85619-4      |                             |
| 6  | 12 febbraio 2022            | ISBN 978-4-575-85691-0      |                             |
| 7  | 12 gennaio 2023             | ISBN 978-4-575-85802-0      |                             |
| 8  | 12 ottobre 2023             | ISBN 978-4-575-85899-0      |                             |
| 9  | 10 maggio 2024              | ISBN 978-4-575-85967-6      |                             |
| 10 | 10 aprile 2025              | ISBN 978-4-575-86075-7      |                             |

#### Kobayashi-san chi no meidoragon: Rukoa wa boku no ××desu.
A partire dal 25 gennaio 2019 ha inizio, sempre sulla rivista Monthly Action, la serializzazione di un terzo manga spin-off intitolato Kobayashi-san chi no meidoragon: Rukoa wa boku no ××desu. (小林さんちのメイドラゴン ルコアは僕の××です。? lett. "La cameriera drago di Kobayashi: Lucoa è il mio XX."). A partire dal 2024 la serie viene serializzata su Web Action. Tra novembre 2019 e maggio 2025 sono stati pubblicati otto volumi tankōbon; sia in America del Nord che in Italia il manga è inedito.
Scritta da Cool-kyō Shinja e disegnata da Utamaro, l'opera vede come protagonisti il giovane maghetto in erba Shouta Magatsuchi e l'ex divinità Lucoa: il primo, nel tentativo di evocare un demone, finisce con l'invocare la seconda che si trasferirà da lui in veste di suo famiglio.
| Nº | Data di prima pubblicazione | Data di prima pubblicazione | Data di prima pubblicazione |
| Nº | Giapponese                  | Giapponese                  |                             |
| -- | --------------------------- | --------------------------- | --------------------------- |
| 1  | 12 novembre 2019            | ISBN 978-4-575-85373-5      |                             |
| 2  | 11 agosto 2020              | ISBN 978-4-575-85479-4      |                             |
| 3  | 11 agosto 2021              | ISBN 978-4-575-85618-7      |                             |
| 4  | 12 gennaio 2022             | ISBN 978-4-575-85680-4      |                             |
| 5  | 9 febbraio 2023             | ISBN 978-4-575-85813-6      |                             |
| 6  | 12 settembre 2023           | ISBN 978-4-575-85888-4      |                             |
| 7  | 11 aprile 2024              | ISBN 978-4-575-85957-7      |                             |
| 8  | 15 maggio 2025              | ISBN 978-4-575-86089-4      |                             |

#### Kobayashi-san chi no meidoragon: o komori-gurashi no Fafunīru
Kobayashi-san chi no meidoragon: o komori-gurashi no Fafunīru (小林さんちのメイドラゴン お篭りぐらしのファフニール? lett. "La cameriera drago di Kobayashi: Fafnir il recluso") è il quarto manga spin-off derivato dall'opera originale. Scritto da Cool-kyō Shinja e disegnato da Nobuyoshi Zamurai, ha iniziato la serializzazione sulle pagine di Monthly Action il 25 novembre 2020 e cinque volumi tankōbon sono stati pubblicati tra luglio 2021 e marzo 2025. A partire dal 2024 la serie viene serializzata su Web Action. In America del Nord viene pubblicato da Seven Seas Entertainment a partire da gennaio 2023.
| Nº | Data di prima pubblicazione | Data di prima pubblicazione | Data di prima pubblicazione |
| Nº | Giapponese                  | Giapponese                  |                             |
| -- | --------------------------- | --------------------------- | --------------------------- |
| 1  | 12 luglio 2021              | ISBN 978-4-575-85599-9      |                             |
| 2  | 10 marzo 2022               | ISBN 978-4-575-85699-6      |                             |
| 3  | 9 marzo 2023                | ISBN 978-4-575-85819-8      |                             |
| 4  | 11 aprile 2024              | ISBN 978-4-575-85956-0      |                             |
| 5  | 13 marzo 2025               | ISBN 978-4-575-86067-2      |                             |

#### Antologie
Kobayashi-san chi no meidoragon: kōshiki ansorojī (小林さんちのメイドラゴン 公式アンソロジー? lett. "La cameriera drago di Kobayashi: l'antologia ufficiale") è il titolo di una serie di antologie di manga, ossia raccolte di storie brevi disegnate da vari autori. Il primo volume è stato pubblicato in occasione della messa in onda della prima stagione dell'anime e da allora ne sono stati messi in vendita in tutto cinque.
| Nº | Titolo italiano (traduzione letterale) Giapponese 「Kanji」 - Rōmaji | Data di prima pubblicazione            | Data di prima pubblicazione |
| Nº | Titolo italiano (traduzione letterale) Giapponese 「Kanji」 - Rōmaji | Giapponese                             |                             |
| 1  | La cameriera drago di Kobayashi: l'antologia ufficiale 1 「小林さんちのメイドラゴン 公式アンソロジー 1」 - Kobayashi-san chi no meidoragon: kōshiki ansorojī 1                             | 12 gennaio 2017 ISBN 978-4-575-84912-7 |                             |
| 2  | La cameriera drago di Kobayashi: l'antologia ufficiale 2 「小林さんちのメイドラゴン 公式アンソロジー 2」 - Kobayashi-san chi no meidoragon: kōshiki ansorojī 2                             | 11 marzo 2017 ISBN 978-4-575-84938-7   |                             |
| 3  | La cameriera drago di Kobayashi: l'antologia ufficiale 3 「小林さんちのメイドラゴン 公式アンソロジー 3」 - Kobayashi-san chi no meidoragon: kōshiki ansorojī 3                             | 12 marzo 2018 ISBN 978-4-575-85120-5   |                             |
| 4  | La cameriera drago di Kobayashi: l'antologia ufficiale 4 「小林さんちのメイドラゴン 公式アンソロジー 4」 - Kobayashi-san chi no meidoragon: kōshiki ansorojī 4                             | 11 maggio 2018 ISBN 978-4-575-85150-2  |                             |
| 5  | La cameriera drago di Kobayashi: l'antologia ufficiale All Stars! 「小林さんちのメイドラゴン 公式アンソロジー All Stars!」 - Kobayashi-san chi no meidoragon: kōshiki ansorojī ōru sutāzu! | 11 agosto 2021 ISBN 978-4-575-85620-0  |                             |

### Anime
Annunciato nell'aprile 2016 sull'anteprima del quarto volume del manga, un adattamento anime, prodotto da Kyoto Animation e diretto da Yasuhiro Takemoto, è andato in onda dall'11 gennaio al 5 aprile 2017. Le sigle di apertura e chiusura sono rispettivamente Aozora no rhapsody (青空のラプソディ?, Aozora no rapusodi) di Fhána e Ishukan communication (イシュカン・コミュニケーション?, Ishukan komyunikēshon) di Choro-gonzu (gruppo formato dalle doppiatrici Yūki Kuwahara, Maria Naganawa, Minami Takahashi e Yūki Takada). In tutto il mondo, ad eccezione dell'Asia, gli episodi sono stati trasmessi in streaming in simulcast, anche coi sottotitoli in lingua italiana, da Crunchyroll.
Una seconda stagione, intitolata Miss Kobayashi's Dragon Maid S (小林さんちのメイドラゴンS?, Kobayashi-san Chi no meidoragon S), è stata prodotta da Kyoto Animation ed è stata trasmessa dal 7 luglio al 22 settembre 2021. Tatsuya Ishihara ha sostituito Takemoto nel ruolo di regista, sebbene quest'ultimo viene accreditato comunque come "regista della serie" dopo Ishihara. Yuka Yamada è ritornato a supervisionare la sceneggiatura, così come Masumi Itō ha composto la colonna sonora e Miku Kadowaki e Nobuaki Maruki hanno curato rispettivamente i ruoli di character designer e capo direttore dell'animazione. I membri del cast sono anche loro tornati a ricoprire i medesimi ruoli della serie precedente. La sigla d'apertura è Ai no Supreme! (愛のシュプリーム！?, Ai no Shupurīmu!) cantata da Fhána mentre quella di chiusura è Maid With Dragons delle Super Chorogons.
Un film anime intitolato Miss Kobayashi's Dragon Maid: A Lonely Dragon Wants to Be Loved è stato annunciato il 21 settembre 2024, con il ritorno di Ishihara alla regia. È uscito il 27 giugno 2025. La sigla del film è Namida no Parade (涙のパレード?, Namida no Parēdo) dei Fhána.

### Videogioco
Il 23 settembre 2021, Bushiroad annunciò che Kaminari Games stava sviluppando un videogioco sparatutto a scorrimento basato sulla serie e intitolato Miss Kobayashi's Dragon Maid: Sakuretsu!! Chorogon Breath (小林さんちのメイドラゴン 炸裂!!ちょろゴン☆ブレス?, Kobayashi-san chi no meidoragon sakuretsu!! Chorogon ☆ Buresu). È stato pubblicato in Giappone il 24 marzo 2022 per Nintendo Switch e PlayStation 4 ed è disponibile sia in lingua inglese che giapponese. Un porting è uscito su Steam il 27 ottobre 2022.
Il gioco ha ottenuto un punteggio di 10/40 dalla rivista Famitsū, basato sulla somma dei punteggi (da 0 a 10) dati al gioco da quattro recensori della rivista. Quest'ultimi apprezzarono il gameplay trovandolo abbastanza autentico e la presenza di 5 livelli di difficoltà lo rendeva appetibile a una vasta gamma di giocatori. Fu lodato anche il doppiaggio dei personaggi ma venne criticato il numero limitato di livelli, che veniva comunque compensato dalla raccolta di illustrazioni per la galleria dedicata. La scarsa varietà degli attacchi dei singoli personaggi lo rendeva di conseguenza un gioco un po' insoddisfacente tranne che per coloro che cercavano qualcosa di semplice.

## Accoglienza

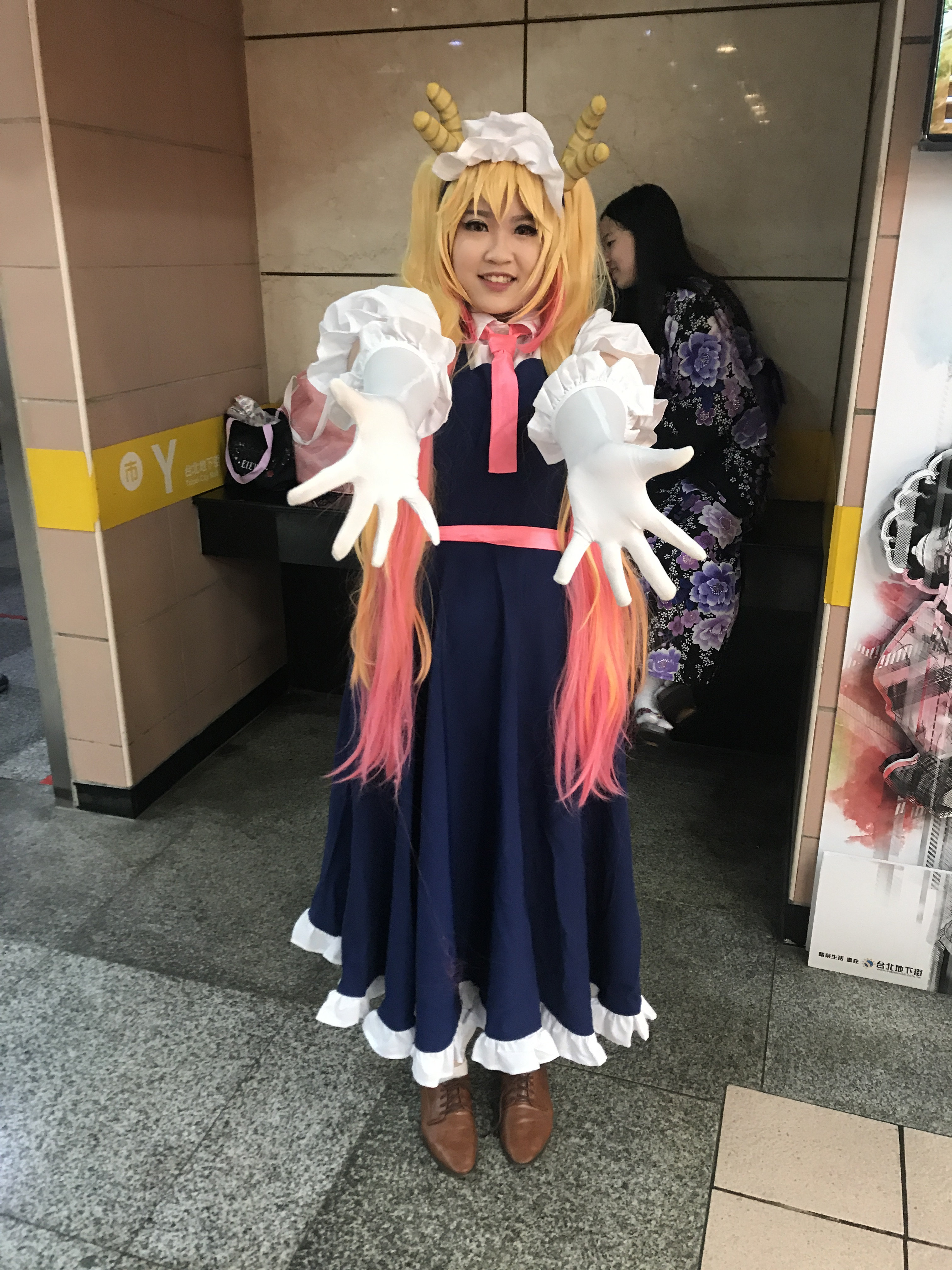
Cosplayer di Tohru

Nel marzo 2018 si è tenuto un sondaggio sul sito Goo Ranking riguardante i personaggi maid più amati dai giapponesi e Tohru è arrivata all'Undicesimo posto con novantatré voti. Ad agosto 2021 le vendite cumulative della serie principale superavano i 2,6 milioni di copie.